# Arales
În sistemul Cronquist (1981), Arales a fost un ordin de plante erbacee, perene, monocotiledonate care făcea parte din clasa Liliopsida, subclasa Arecidae. În prezent, este considerat ca unul dintre sinonimele ordinului Alismatales.

## Caracteristici
Ordinul Arales (spadiciflore) însumează reprezentanți cu flori grupate în inflorescențe spadiciforme, protejate de spată.

## Familii
Ordinul Arales cuprinde următoarele familii de plante:
- Araceae
- Lemnaceae